# 恩瑞
恩瑞，长白人，是一名清朝政治人物。
恩瑞曾于光绪年间接替赵均任建宁府知府一职，光绪年间由景春接任。